# Change UK – The Independent Group
The Independent Group for Change, bis Juni 2019 Change UK – The Independent Group (TIG), in deutschen Medien häufig als Unabhängige Gruppe übersetzt, war eine kurzlebige Pro-EU-Partei in Großbritannien. Die Partei entstand zunächst als Gruppe von insgesamt 11 Parlamentariern, die die Conservative Party und die Labour Party verlassen hatten.

## Geschichte
The Independent Group entstand, als sieben Mitglieder der Labour-Fraktion im Britischen Unterhaus am 18. Februar 2019 unter anderem aus Protest gegen den Verzicht auf ein zweites Brexitvotum durch den Parteivorsitzenden Jeremy Corbyn sowie wegen angeblich antisemitischer Tendenzen in der Partei die Fraktion verließen. Am 19. Februar folgte Joan Ryan als achte Abgeordnete. Am 20. Februar 2019 schlossen sich die bisherigen Abgeordneten der Conservative Party Heidi Allen, Anna Soubry und Sarah Wollaston – ebenfalls aus Protest gegen den Brexit – der TIG an.
Im März 2019 beantragte die TIG beim britischen Wahlkomitee die Registrierung als Partei unter dem Namen Change UK – The Independent Group, um bei den Europawahlen im Mai 2019 teilnehmen zu können. Als kommissarische Vorsitzende wurde Heidi Allen bestimmt. Die Registrierung wurde Mitte April bestätigt. Im Anschluss an die offizielle Registrierung als Partei schloss sich die EU-freundliche Kleinpartei Renew mit Blick auf die Europawahl der Change UK an.
Am 16. April 2019 erklärten der damalige Europaabgeordnete Richard Ashworth, dass er Change UK beigetreten sei. Er war ursprünglich als Vertreter der Conservative Party ins Europaparlament gewählt worden, wurde aber im Oktober 2017 wegen Streitigkeiten mit der Parteiführung über sein Abstimmungsverhalten bei einer den Brexit betreffenden Resolution aus der Partei ausgeschlossen. Er saß in der Fraktion der Europäischen Volkspartei.
Bei der Europawahl, deren Ergebnis am  26. und 27. Mai 2019 bekannt gegeben wurde, errang die Partei keinen Sitz.
Am 4. Juni 2019 traten Heidi Allen, Luciana Berger, Gavin Shuker, Angela Smith, Chuka Umunna und Sarah Wollaston aus der Partei aus und gaben bekannt, ihre Mandate im Unterhaus als unabhängige Abgeordnete weiter ausüben zu wollen. Umunna (Mitte Juni 2019) und Wollaston (Mitte August 2019) schlossen sich den Liberaldemokraten an. Allen, Berger, Shuker und Smith gründeten im Juli 2019 im Unterhaus die Gruppe The Independents.
Nachdem die übrigen Kandidaten bei der Unterhauswahl 2019 ihre Sitze verloren, kündigte Soubry am 19. Dezember 2019 die Auflösung der Partei an.
Am 5. Juli 2020 wurde die Partei aus dem Register der Wahlkommission gelöscht.

## Mitglieder in Parlamenten
Ehemalige Abgeordnete im Unterhaus
- Ann Coffey (L)
- Mike Gapes (L)
- Chris Leslie (L)
- Joan Ryan (L)
- Anna Soubry (C)

## Wahlergebnisse
Die folgende Tabelle zeigt die Wahlergebnisse der The Independent Group for Change bei den Unterhaus- und bei den Wahlen zum Europäischen Parlament.
| Jahr | Wahl               | Wähler  | Stimmenanteil | Sitze |
| ---- | ------------------ | ------- | ------------- | ----- |
| 2019 | Europawahl 2019    | 571.846 | 3,4 %         | 0/73  |
| 2019 | Unterhauswahl 2019 | 10.006  | 0,0 %         | 0/650 |